# D’Angelo Russell
D'Angelo Danté Russell (* 23. Februar 1996 in Louisville, Kentucky) ist ein US-amerikanischer Basketballspieler, der bei den Brooklyn Nets in der NBA unter Vertrag steht.

## Karriere

### College
Russell besuchte die Ohio State University und spielte dort für die Buckeyes. In 35 Spielen für die Ohio State erzielte der Guard im Schnitt in 33,9 Minuten 19,3 Punkte, gab 5 Assists und griff sich 5,7 Rebounds. Nach seiner Freshman-Saison meldete er sich für den NBA Draft 2015 an.

### NBA
Bei dem Talentvergabeverfahren wurde er an zweiter Stelle von den Los Angeles Lakers ausgewählt. Am 1. März 2016 gelangen Russell 39 Punkte gegen die Brooklyn Nets. Dies war bis dato die höchste Punktzahl eines Rookies in der Saison 2015/16 sowie die höchste Punkteausbeute eines Lakers-Neulings seit Elgin Baylors im Jahre 1959. In seinem ersten Jahr kam Russell in 80 NBA-Spielen auf 13,2 Punkte, 3,4 Rebounds und 3,3 Assists pro Spiel. Die Lakers schlossen jedoch das Spieljahr als Mannschaft mit der zweitschlechtesten Bilanz der Liga ab. Zum Saisonende wurde er in das NBA All-Rookie Second Team berufen. In seinem zweiten Spieljahr bei den Kaliforniern erhöhte Russell seine mittlere Punktausbeute auf 15,6 je Begegnung.
Im Juni 2017 wurde Russell zusammen mit Timofey Mozgov für Brook Lopez zu den Brooklyn Nets transferiert. Russell bestritt aufgrund einer Verletzung im linken Knie nur 48 Saisonspiele. Am 23. März 2018 gegen die Toronto Raptors gelang ihm als erstem Nets-Spieler seit Terrence Williams im Jahre 2010 ein Triple-Double mit 18 Punkten, 13 Assists und 11 Rebounds. Es war auch das erste Triple-Double seiner NBA-Karriere. Am 18. Januar 2019 gelang Russell mit 40 Punkten gegen die Orlando Magic eine neue Bestmarke. Russell wurde zudem als Ersatz für den verletzten Victor Oladipo zum NBA All-Star Game 2019 nachnominiert. Russell führte die Nets als bester Korbschütze mit 21,1 Punkten im Schnitt und als bester Vorlagengeber (7,0) in die Playoffs. In diesen schieden die Nets in der ersten Runde gegen die Philadelphia 76ers aus.
Im Sommer 2019 verpflichteten die Nets die Stars Kevin Durant und Kyrie Irving, sodass im Gehaltsgefüge für Russell kein Platz blieb. Die Nets bedienten sich einer Regel, die Unterzeichnung eines neuen Vertrags bei unmittelbar danach folgender Abgabe des Spielers an eine andere Mannschaft zulässt und überließen Russell auf diese Weise den Golden State Warriors, während Durant den umgekehrten Weg ging. Aufgrund der Ausfälle von Stephen Curry und Klay Thompson erhielt Russell beim Vizemeister sofort einen Platz in der Startaufstellung. Am 8. November 2019 gelang ihm bei der Niederlage der Warriors gegen die Minnesota Timberwolves eine neue Bestmarke von 52 Punkten.
Im Februar 2020 einigten sich die Golden State Warriors mit Minnesota auf einen Spielertausch, gaben Russell sowie zwei weitere Spieler ab und erhielten im Gegenzug den Kanadier Andrew Wiggins sowie Auswahlrechte beim Draftverfahren 2021. Nach drei Jahren in Minnesota, in denen Russell Stammspieler war, kam es im Februar 2023 zur Rückkehr zu den Los Angeles Lakers, als er Gegenstand eines drei Mannschaften umfassenden Spielertauschs war.
Im April 2023 erreichte er mit den Los Angeles Lakers die Playoffs, in denen sich das Team in der dritten Runde den Denver Nuggets geschlagen geben musste.

## Erfolge und Auszeichnungen
- NBA All-Star: 2019
- NBA All-Rookie Second Team 2016
- 1× NBA In-Season Tournament Champion: 2023

## Karriere-Statistiken

### NBA

#### Hauptrunde
| Saison   | Team                     | GP  | GS  | MPG  | FG % | 3P % | FT % | RPG | APG | SPG | BPG | PPG  |
| -------- | ------------------------ | --- | --- | ---- | ---- | ---- | ---- | --- | --- | --- | --- | ---- |
| 2015–16  | L.A. Lakers              | 80  | 48  | 28.2 | .410 | .351 | .737 | 3.4 | 3.3 | 1.2 | 0.2 | 13.2 |
| 2016–17  | L.A. Lakers              | 63  | 60  | 28.7 | .405 | .352 | .782 | 3.5 | 4.8 | 1.4 | 0.3 | 15.6 |
| 2017–18  | Brooklyn                 | 48  | 35  | 25.7 | .414 | .324 | .740 | 3.9 | 5.2 | 0.8 | 0.4 | 15.5 |
| 2018–19  | Brooklyn                 | 81  | 81  | 30.2 | .434 | .369 | .780 | 3.9 | 7.0 | 1.2 | 0.2 | 21.1 |
| 2019–20  | Golden State / Minnesota | 45  | 45  | 32.3 | .426 | .367 | .809 | 3.9 | 6.3 | 1.1 | 0.3 | 23.1 |
| 2020–21  | Minnesota                | 42  | 26  | 28.5 | .431 | .387 | .765 | 2.6 | 5.8 | 1.1 | 0.4 | 19.0 |
| 2021–22  | Minnesota                | 65  | 65  | 32.0 | .411 | .340 | .825 | 3.3 | 7.1 | 1.0 | 0.3 | 18.1 |
| 2022–23  | Minnesota / L.A. Lakers  | 71  | 71  | 32.5 | .469 | .396 | .829 | 3.0 | 6.2 | 1.0 | 0.4 | 17.8 |
| 2023–24  | L.A. Lakers              | 76  | 69  | 32.7 | .456 | .415 | .828 | 3.1 | 6.3 | 0.9 | 0.5 | 18.0 |
| 2024–25  | L.A. Lakers / Brooklyn   | 58  | 36  | 25.5 | .390 | .314 | .834 | 2.8 | 5.1 | 1.0 | 0.4 | 12.6 |
| Gesamt   | Gesamt                   | 629 | 536 | 29.8 | .427 | .365 | .796 | 3.4 | 5.7 | 1.1 | 0.3 | 17.3 |
| All-Star | All-Star                 | 1   | 0   | 12.0 | .400 | .400 | .000 | 1.0 | 3.0 | 0.0 | 0.0 | 6.0  |

#### Play-offs
| Saison  | Team        | GP | GS | MPG  | FG % | 3P % | FT % | RPG | APG | SPG | BPG | PPG  |
| ------- | ----------- | -- | -- | ---- | ---- | ---- | ---- | --- | --- | --- | --- | ---- |
| 2018–19 | Brooklyn    | 5  | 5  | 29.6 | .359 | .324 | .846 | 3.6 | 3.6 | 1.4 | 0.2 | 19.4 |
| 2021–22 | Minnesota   | 6  | 6  | 32.7 | .333 | .387 | .750 | 2.5 | 6.7 | 1.5 | 0.0 | 12.0 |
| 2022–23 | L.A. Lakers | 16 | 15 | 29.6 | .426 | .310 | .769 | 2.9 | 4.6 | 0.7 | 0.3 | 13.3 |
| 2023–24 | L.A. Lakers | 5  | 5  | 37.0 | .384 | .318 | .500 | 2.8 | 4.2 | 0.8 | 0.2 | 14.2 |
| Gesamt  | Gesamt      | 32 | 31 | 31.3 | .388 | .327 | .772 | 2.9 | 4.8 | 1.0 | 0.2 | 14.2 |